# Set esglésies d'Àsia

Les set esglésies d'Àsia i lIlla de Patmos on, segons la tradició cristiana l'apòstol Joan de Patmos va ser exiliat

Les set esglésies d'Àsia o set esglésies de l'Apocalipsi són set comunitats diocesanes esmentades en el Llibre de l'Apocalipsi del Nou Testament. Les seus episcopals es trobaven a l'Àsia Menor, ara a Turquia.
En el llibre de l'Apocalipsi, Joan cita el Senyor que li diu: Escriu en un llibre això que veus i envia-ho a les set esglésies d'Efes, Esmirna, Pèrgam, Tiatira, Sardes, Filadelfia i Laodicea.
Les set esglésies són: 
- Efes (vegeu Església de Maria)
- Esmirna
- Pèrgam
- Tiatira
- Sardes
- Filadelfia
- Laodicea (veure Epístola als Laodicencs)

Cada església tenia el seu propi bisbe i la seva pròpia catedral. S'hi van celebrar alguns concilis, com ara el Concili d'Efes o el Concili de Laodicea. Alguns bisbes d'aquestes esglésies són conegut per nosaltres, com ara Melitó de Sardes i Polícrates d'Efes.

## Interpretació
Rudolf Steiner, fundador de l'antroposofia, ensenya que cadascuna d'aquestes esglésies correspon a les civilitzacions i cada civilització proporciona un element evolutiu, però també elements negatius (retrets realitzats per qui parla a les esglésies).
Per tant, Sardis correspon a la nostra civilització actual, també anomenada Era de Peixos (1413-3573).